# Port lotniczy Basejn
Port lotniczy Basejn – międzynarodowy port lotniczy położony w Basejn, w Mjanmie. Jest czwartym co do wielkości birmańskim portem lotniczym.

## Linie lotnicze i połączenia
- Myanma Airways (Thandwe, Rangun)
- Air Bagan (Rangun)